# BIG-1物語 王貞治
『BIG-1物語 王貞治』（ビッグわんものがたりおうさだはる）は、1977年12月1日に公開されたドキュメンタリー映画。吉田喜重構成・監督、読売映画社/東京読亮巨人軍（読売興業）製作、東映配給。
文部省選定（少年向）作品、映連青少年映画審議会推薦、優秀映画鑑賞会推選映画。

## 概要
この年、ハンク・アーロンの755号を越える756号のホームランを打ち、国民栄誉賞を受賞した王貞治の"その瞬間"とこれまで歩んできた道を描く。
同時上映は、テレビアニメ『新・巨人の星』の再編集版で、巨人軍をテーマにする映画の二本立てという、東映は後にも先にもない番組ローテーションを組んだ。

## 製作
1977年9月24日、帝国ホテルで記者会見があり、正力亨読売ジャイアンツオーナー、水町仁一読売映画社社長、岡田茂東映社長が出席。正力オーナーは「伝統ある巨人軍の一因としての足跡と天性の明るさでチームをけん引している王選手の人間的な魅力を画面に引き出したい。華やかな一面だけでなく、努力することの美しさを知ってもらいたい」などと話した。配給を担当する岡田東映社長は「この映画は各社争奪戦だった。封切りも当初は来春を予定していたが、国民的話題をぜひ今年中に映像化し『新・巨人の星』と合わせて巨人軍の群像をお伝えしようということになった」と話し、このときの説明では「既に製作費6000万円を投じ、これからの製作費で8000万円になる予定。1977年10月20日クランクアップ、『新・巨人の星』との併映で1977年11月19日公開の予定」と発表されていた。
東映は長く自社製作・配給・興行（ブロックブッキング）を堅持していたが、この年夏に岡田が積極的な外部提携を行う方針を打ち出していた。構成・監督の吉田喜重は「この四年間はテレビの美術番組を撮ってきて、人間を描きたいという思いにかられていた。いま王選手の人間ドラマに取り組めるのは幸せだ。構成にあたり、ここまで来ているテレビ時代の中で、映画館では王選手とわたしというように一対一で対話できるようにしたい。もう一つあの756号は、王選手と日本人にとって何であったかを問い返すというテーマを持ちたい」などと話した。王貞治は「巨人軍に入団して19年。無心に白い球を打つことだけを心がけてきました。現役としては、ありがたいと同時におもはゆい感じもしますが、今まで描かれていない場面もあると思います」と述べた。

### 撮影・編集
1977年8月末の対広島カープ三連戦で、王が四本のホームランを打った時点からフィルムを回し、756号を放った"世紀の瞬間"も後楽園球場の八か所に据えたカメラで撮影した。他に王のそれまでの様々な試練に立ち向かう孤独な闘いの苦しさが織り込まれている。全巻を上映したら二日間もかかるという10万フィートを超えるフィルムを回し、それを1時間26分に編集した。

## 出演者
- 王貞治ほか
- ナレーション：竹脇無我

## スタッフ
- 構成・監督：吉田喜重
- 製作総指揮：正力亨
- 製作：水町仁一
- 撮影：読売映画社撮影班
- 音楽：一柳慧、読売日本交響楽団
- 製作協力：東映芸能ビデオ、日本テレビ放送網、電通

## 同時上映
『新・巨人の星』
- 演出：今沢哲男、岡崎稔、出﨑哲